# Youssif Vazir Tchamanzaminli
Youssif Vazir Tchamanzaminli (en azerbaïdjanais : Yusif Vəzir Çəmənzəminli), né Yusif Mirbaba oğlu Vəzirov (12 septembre 1887 – 3 janvier 1943), est un écrivain et homme politique azerbaïdjanais. Il est mort dans un goulag, un camp de travaux forcés, à Sukhobezvodnoe près de Gorki, en Union soviétique.

## Ses pseudonymes

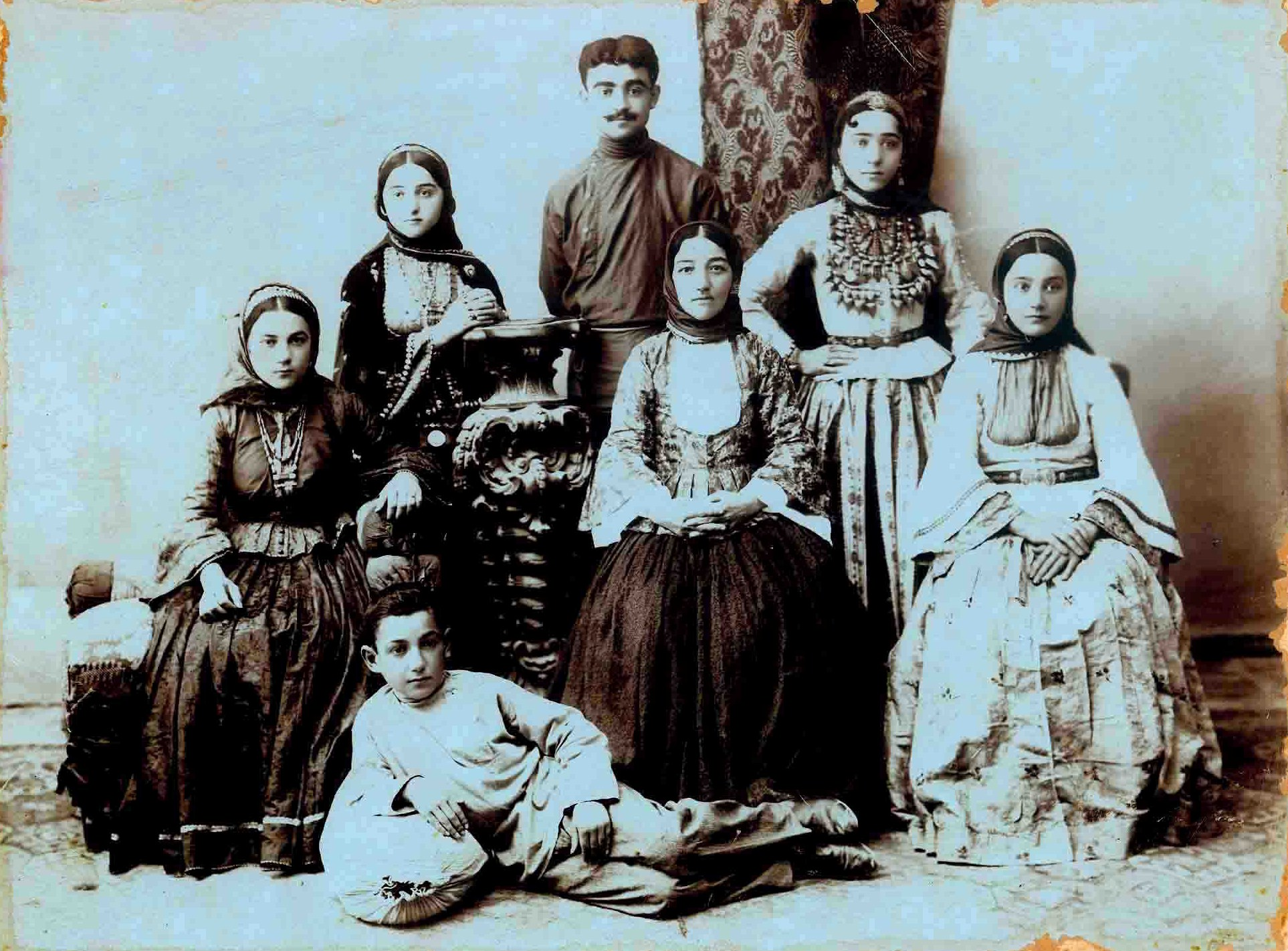
Youssif Vazir Tchamanzaminli avec sa mère, ses sœurs et son frère, dans sa ville natale de Shusha, en Azerbaïdjan, autour de 1905-1906.

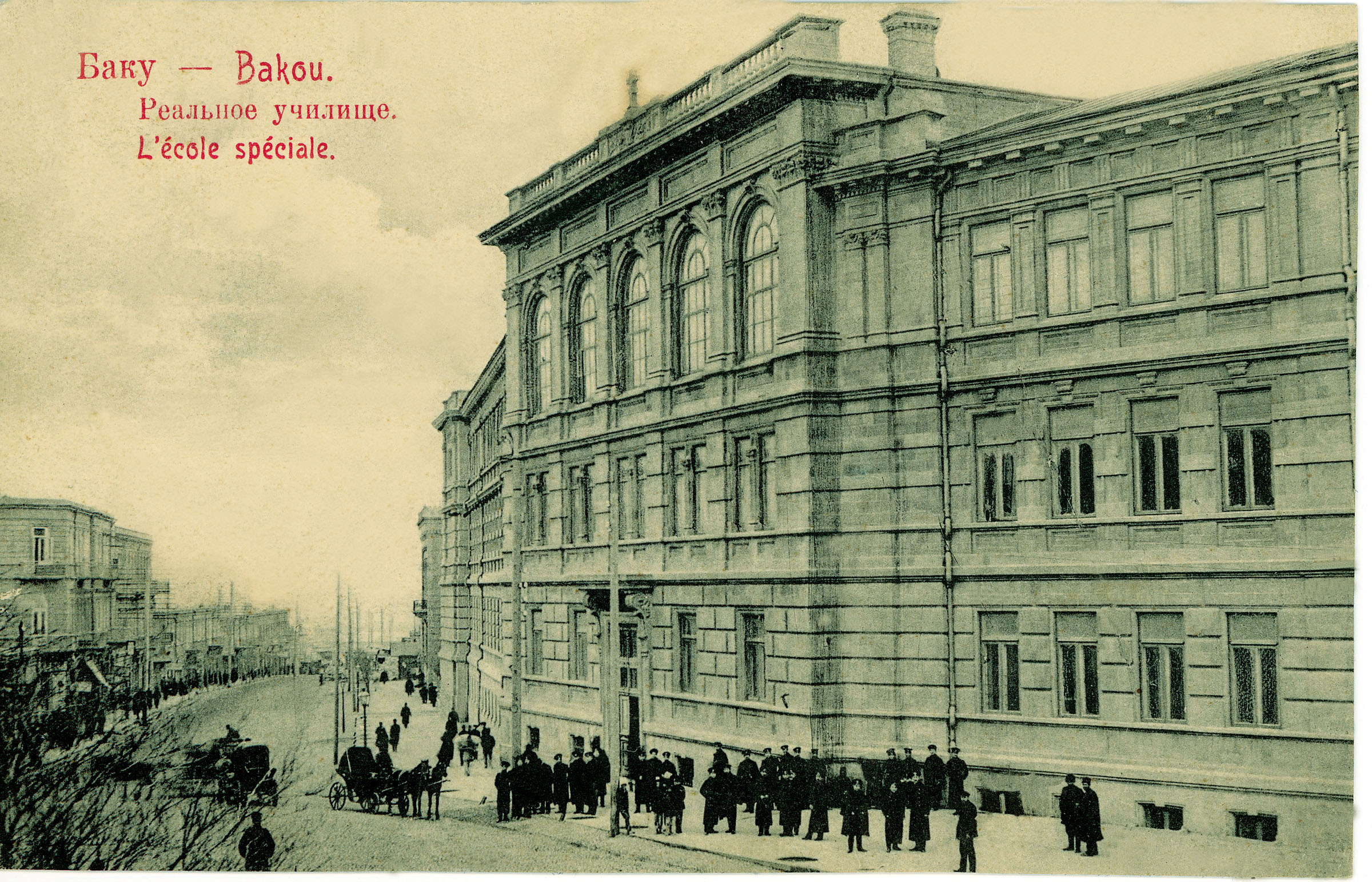
L’école de Realni, à Bakou, où Yusif Vazirov a été diplômé en 1909.

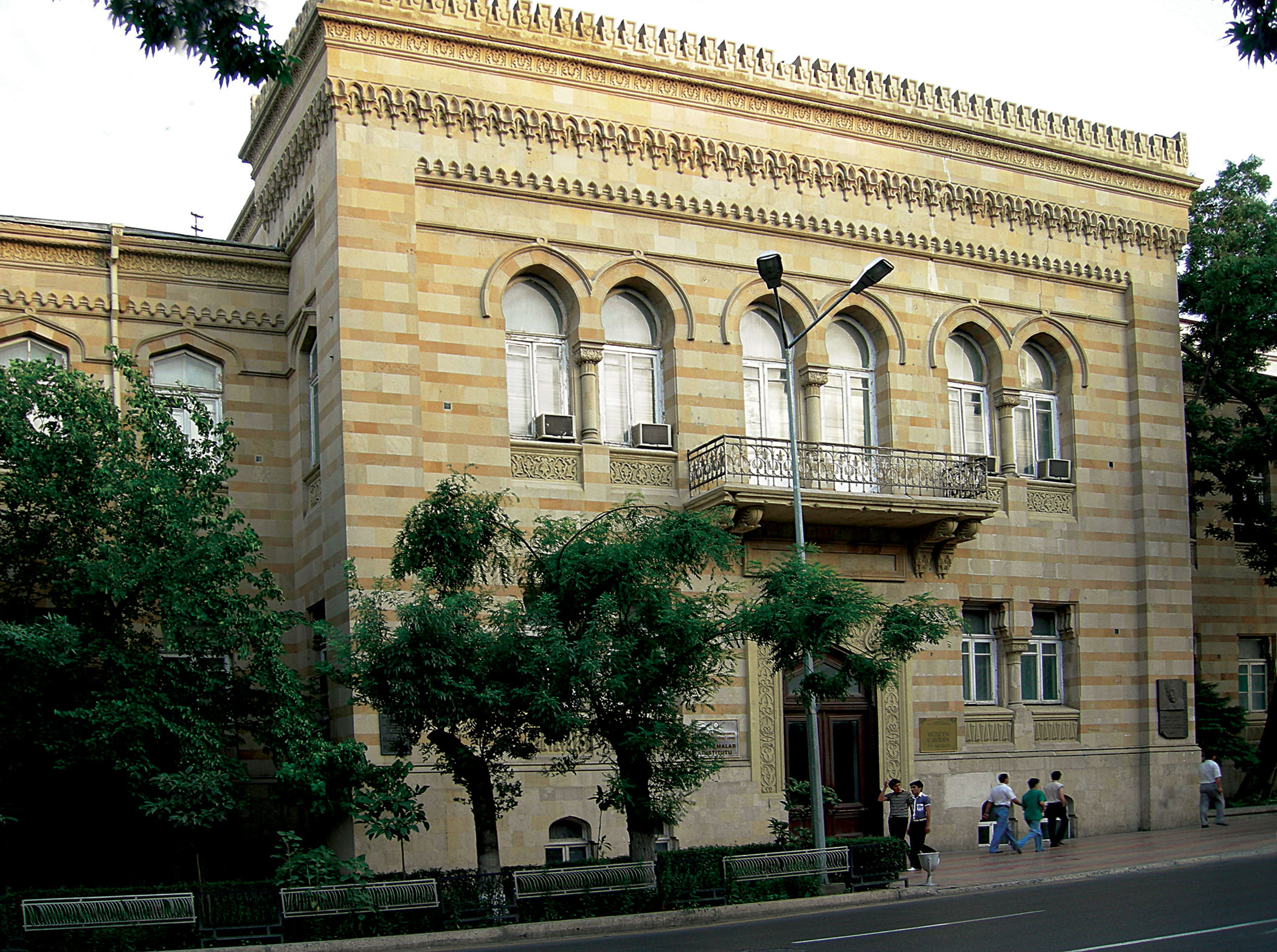
L'institut de Manuscrits à Bakou où les documents originaux de Youssif Vazir Tchamanzaminli sont archivés, y compris des journaux, des articles, des histoires courtes et des romans. Les fonds de Tchamanzaminli représentent une des plus grandes collections littéraires, grâce à Kichik Khanim Ajalova (1875-1967), sa belle-mère, qui a caché ses manuscrits pendant les Répressions de Staline.

Tchamanzaminli est l’un des pseudonymes de Yusif Vazirov. Il a adopté ce pseudonyme en souvenir de la gentillesse de trois frères nés d’un petit village éloigné en Iran, appelé « Tchaman Zamin » (en persan : چمن‌زمین) qui signifie « le pré vert ou verdoyant ». En désespoir de cause, les frères étaient venus du nord de Shusha, pour échapper à l’épouvantable sécheresse, dans la région de Tabriz en Iran à la fin du XIXe siècle. Le père de Vazirov avait recueilli les frères et leur avait fourni un endroit pour demeurer. En retour, après la mort du père de Yusif Vazirov qui était tombé malade en contractant la typhoïde en 1906, les frères sont venus à son secours. Vazirov s’est promis que s’il devenait un jour écrivain, il adopterait le nom de leur village en signe de gratitude. Vazirov a commencé à utiliser ce pseudonyme dans ses œuvres littéraires à partir de 1911. Quand il est retourné en Azerbaïdjan soviétique en 1926, il a de nouveau repris ce nom.
Cependant, les œuvres littéraires gardées dans l’Institut des Manuscrits à Bakou montrent que Youssif Vazir a utilisé pas moins de quinze pseudonymes différents pour protéger son identité. La plupart du temps, les noms qu’il choisissait avaient une signification, tels que « Badbakht » (Le Malchanceux), « Hagg Tarafdari » (Le Protecteur de la Justice), « Musavi » (L’Egalite), « Stradayushiy » (Le Malade) et « Sarsam » (Le Fou).

## La paternité d'Ali et Nino
Il y a une controverse importante concernant la paternité du roman Ali et Nino, roman national azerbaïdjanais traduit en 33 langues, qui a été publié sous le pseudonyme de Kurban Saïd. L'auteur serait selon les sources soit Lev Nussimbaum, soit Youssif Vazir Tchamanzaminli. Le magazine Azerbaijan International a entamé des recherches en 2004, et donne ces conclusions :
1. L’auteur principal du roman Ali et Nino serait l’écrivain azerbaïdjanais et homme d’État, Youssif Vazir Tchamanzaminli (1887-1943)[4].
2. L'écriture de Lev Nussimbaum (1905-1942), qui a écrit sous le pseudonyme d’Essad Bey, semble influencée par le folklore et les légendes.
3. Essad Bey s’est inspiré des recherches au sujet de Tbilissi et de la Perse directement de l’écrivain géorgien Grigol Robakidze (1882-1962) (Das Schlangenhemd, La Mue du Serpent, 1928). Les recherches montrent qu’Essad Bey connaissait personnellement Robakidze.
4. La baronne autrichienne Elfriede Ehrenfels (1894-1982) a inscrit le travail avec les autorités allemandes, prétendant que le pseudonyme Kurban Saïd lui appartenait, bien que les preuves de sa participation dans l’écriture réelle du roman n’ont pas encore été présentées.

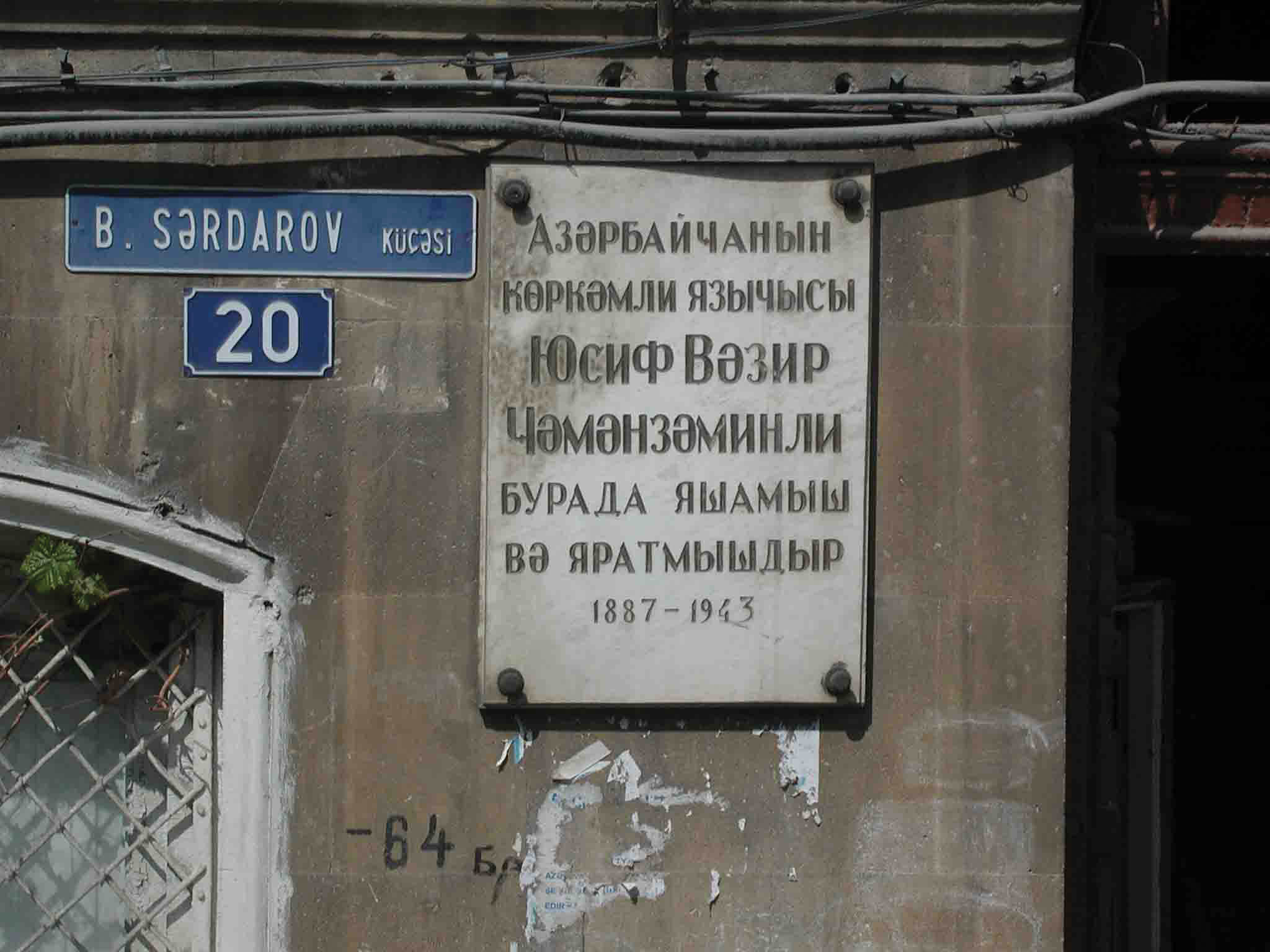
Plaque en azerbaïdjanais (écriture en cyrillique) qui date de la période soviétique. Il est écrit : « L’important écrivain azerbaïdjanais Y.V. Tchamanzaminli (1887-1943) a vécu et a créé ses œuvres ici. » L'appartement a été situé au 20 rue Sardarov à Bakou, en Azerbaïdjan.

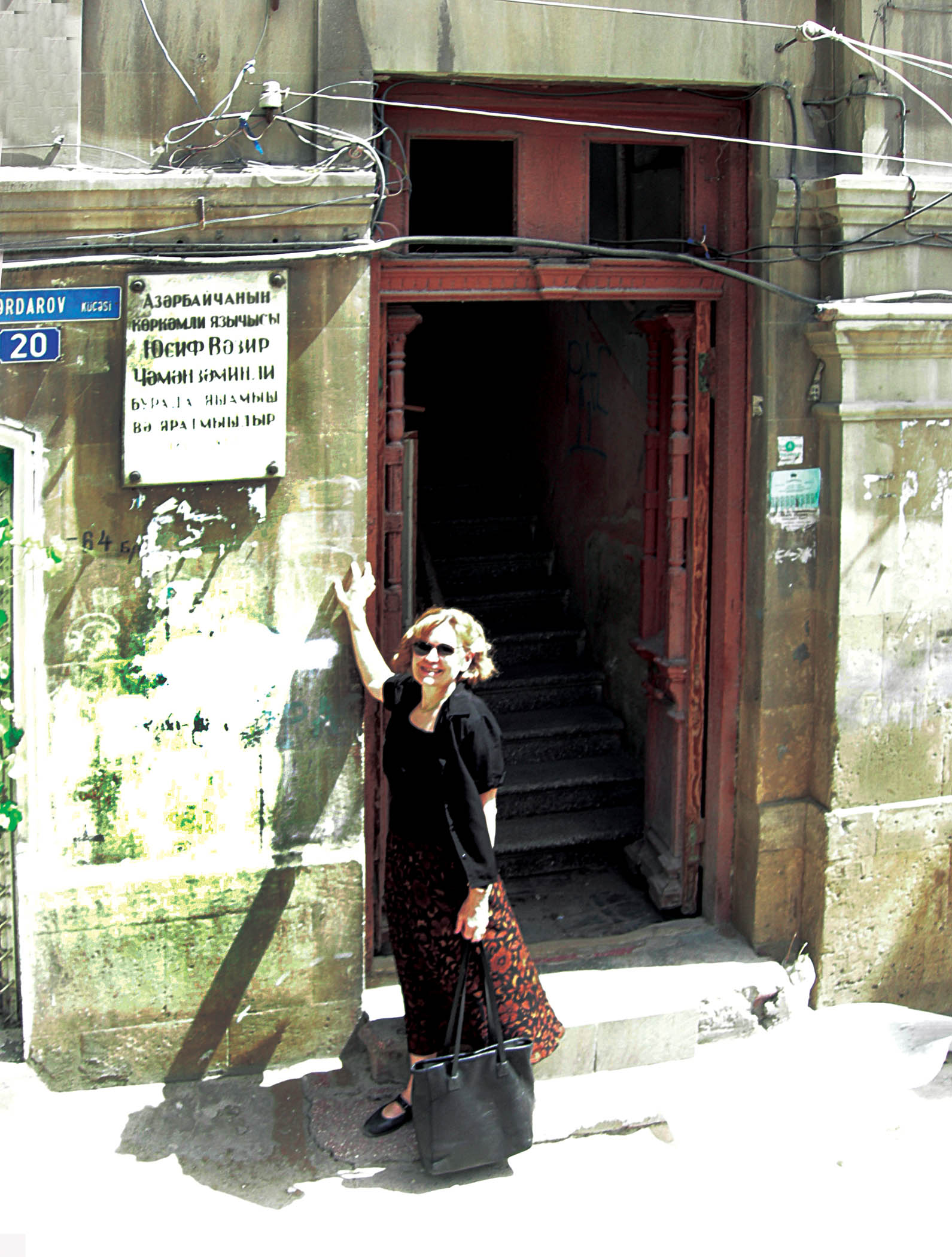
20 rue Sardarov, à Bakou, Azerbaïdjan - la dernière résidence de Youssif Vazir Tchamanzaminli.

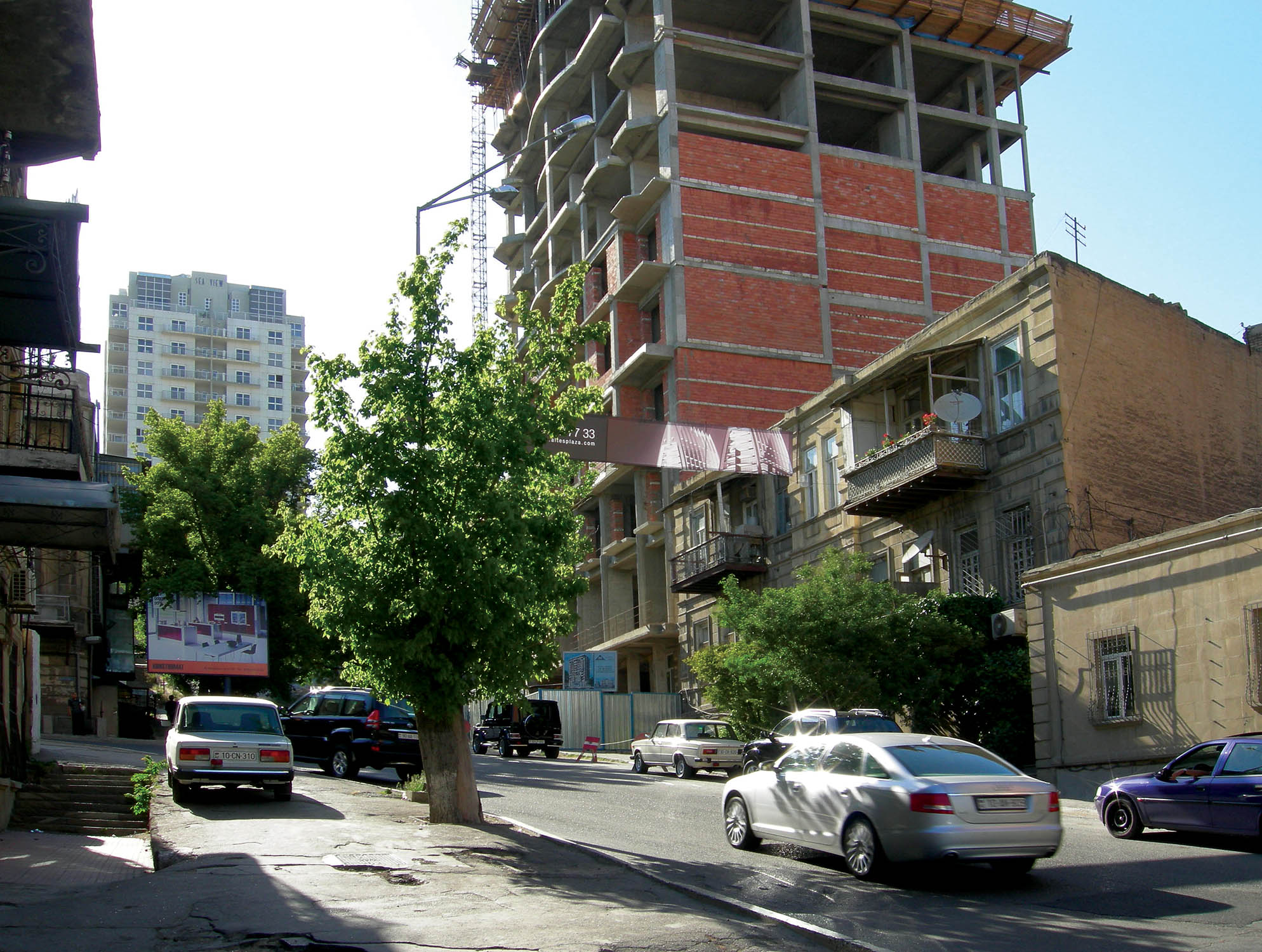
Rue Sardarov, à Bakou. L'appartement de Tchamanzaminli était au rez-de-chaussée, au coin à droite (ici situé sur le côté droite de la rue, derrière le petit arbre).

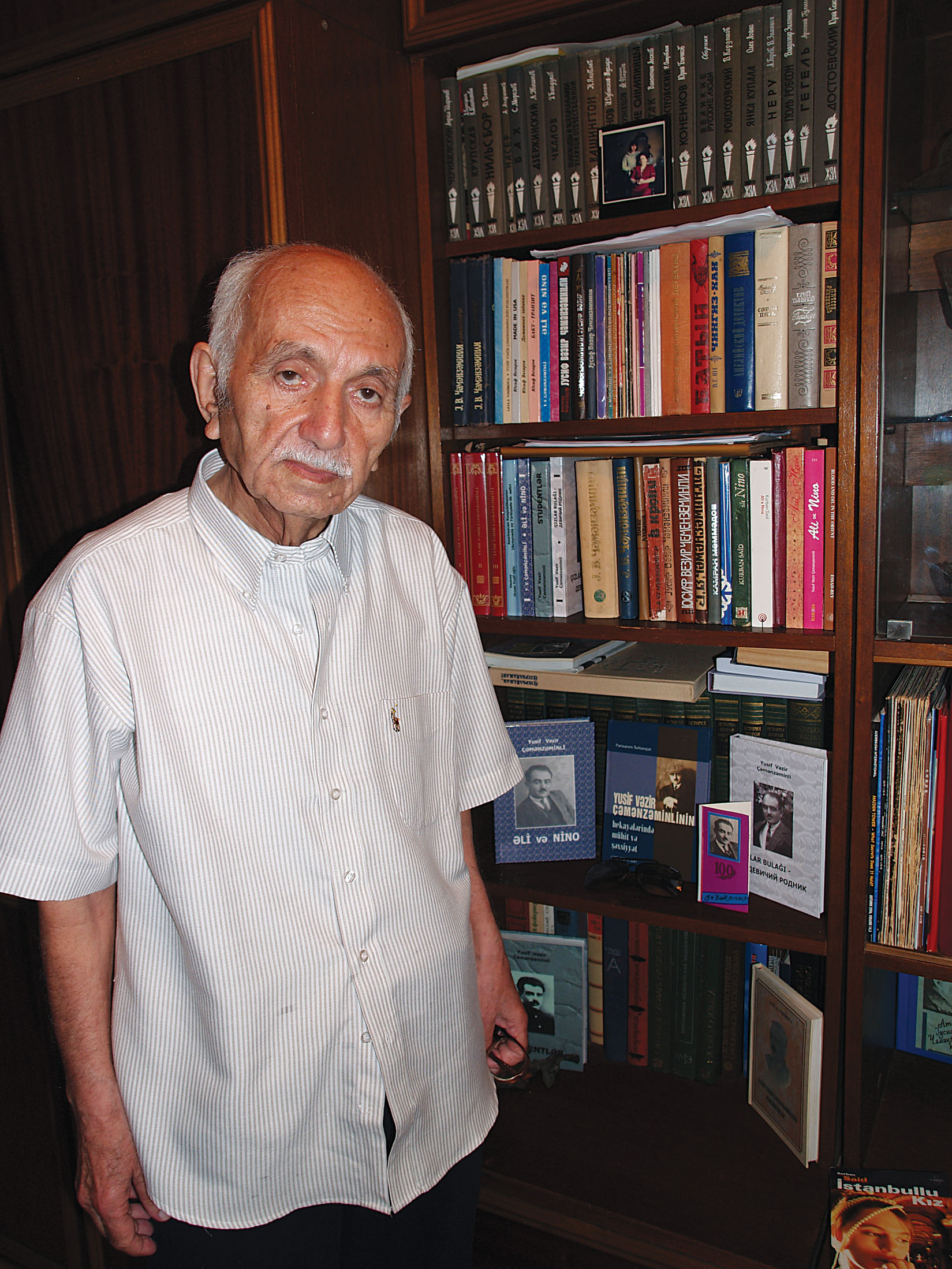
Orkhan Vazirov (1928-2010) avec la collection des œuvres littéraires écrites par son père Youssif Vazir Tchamanzaminli.

## Biographie
Chamanzaminli était le deuxième fils, parmi sept enfants, de Mirbaba Mirabdulla oghlu Vazirov (décédé en 1906) et de Seyid Aziza Seyid Husin gizi (décédée en 1910). Il est né dans la ville de Shusha, qui faisait alors partie de l’Empire russe. Son père était un professeur de mugham et un connaisseur en littérature. Il parlait persan et turc et avait considérablement voyagé partout dans la région.
Après l’achèvement de ses études à l’école primaire de Blindman Khalifa en 1895, Chamanzaminli a poursuivi ses études au Realschule de Shusha. Mais la guerre civile arméno-azerbaïdjanaise ayant éclaté (1905-1906), sa famille s’est enfuie de Shusha. Comme son père venait juste de mourir, sa mère, son plus jeune frère et ses sœurs se sont installés à Achgabat, Turkménistan, pour être plus près de leurs proches. Vazirov s’est débrouillé d’obtenir un maigre salaire, avec quelques autres étudiants de Shusha, pour finir son éducation (1906-1909) au lycée Realni à Bakou. Il a publié son premier travail dans les magazines locaux de langue azérie Sada et Molla Nasraddin.
C’est au cours de l’été 1907 lorsque Yusif Vazirov est allé rendre visite à sa mère à Achgabat, qu’il devient un étudiant Berta Maiseyeva, en troisième année au Gymnase Achgabat. Sa mère semble être le prototype pour le personnage de « Nino », dans le roman Ali et Nino, finalement publié en 1937 à Vienne. En fait, beaucoup de références historiques dans le roman peuvent être retracées à l’époque où Vazirov était un étudiant au lycée de Bakou, comme le révèlent ses journaux.
En 1909, Tchamanzaminli part pour Saint-Pétersbourg pour s’inscrire à l’université d’architecture de l’État de Saint-Pétersbourg et à l’Institut de construction pour ingénieurs des travaux publics, mais ayant réalisé qu’il ne passerait pas le test de placement en mathématiques, étant faible en maths et détestant cette matière. Tchamanzaminli a retiré son application. Pendant qu’il était à Saint-Pétersbourg, il a écrit Jannatin gabzi (Un laissez-passer pour le paradis).
En 1910, Chamanzaminli a été admis à l’université de Vladimir à Kiev, pour étudier le droit. Quand la Première Guerre mondiale a éclaté, les étudiants et le personnel de l’université ont été transférés à Saratov (la région de la Volga en Russie), où Tchamanzaminli a été diplômé en 1915. Pendant quelque temps, il a travaillé à la chambre judiciaire de Saratov, et il a voyagé plus tard en Galicie (en Europe de l’Est). Là-bas, réfléchissant sur la Révolution de Février en Russie, il a commencé à écrire Studentlar (Étudiants) et 1917-ij ilda (L’Année 1917). À la fin de 1917, il est retourné à Kiev pour établir une association culturelle azerbaïdjanaise. En 1918, il est nommé pour représenter la République démocratique de l'Azerbaïdjan, nouvellement établie dans la République populaire ukrainienne, mais il y avait tant d’agitations politiques et de troubles dans la région, qu’il n’a pas pu établir un bureau de fonction là-bas
Là-bas, il a publié son travail de recherche Lithuanian Tatars, consacré à l’histoire et à la culture des Lipka Tatars. Au même moment, il a popularisé la culture azérie, en publiant des articles liés principalement à la littérature, dans des journaux locaux. Ensuite, en 1919, il a été nommé pour ouvrir l'ambassade d’Azerbaïdjan à Constantinople, en Turquie. Il a réussi à la fonder seulement pour quelques mois avant que les bolcheviques ne prennent le contrôle de Bakou, le laissant sans travail et sans salaire.
Vazirov a écrit au moins deux livres qui ont été publiés tandis qu'il était en Turquie : (1) Une enquête sur la littérature azerbaïdjanaise (1921) et (2) L'Histoire, la Géographie et l’Économie de l'Azerbaïdjan (1921). Vazirov est ensuite parti pour la France pour rejoindre son plus jeune frère Mir Abdulla, qui étudiait à l'Institut d'études politiques de Paris, dont il a été diplômé en 1925.
À Paris, où des milliers d'émigrés se sont enfuis, en désespoir de cause, après l'écroulement de l'Empire russe, Vazirov fut incapable de trouver un travail dans son domaine. Il a essayé d'obtenir un travail en tant que conducteur de taxi, mais a échoué deux fois à l'examen. Il a finalement réussi à trouver un travail dans une usine de locomotive automobile, dans la banlieue parisienne de Clichy, Hauts-de-Seine. Il a aussi écrit pour une publication locale, appelée Les Lettres orientales.

## Le retour à Bakou soviétique
Après la mort tout à fait inattendue de Miri, Vazirov a eu peu de raison de continuer à vivre en Europe. Il a blâmé la mort de Miri, due à la pauvreté, puisqu’ils n'avaient pas assez d'argent pour les soins médicaux. Vazirov a écrit à Staline : "La mort de Miri m'a laissé avec aucune raison pour ne pas retourner en Azerbaïdjan. Je me suis promis de défendre la nouvelle Azerbaïdjan en embrassant l'éducation et la culture avec toute ma force. Pour moi, la patrie ressemble à un rivage attendu depuis longtemps, après un voyage turbulent en mer."
Vazirov a décidé, malgré le sérieux danger, d'essayer de retourner dans sa patrie et de travailler pour la force du peuple azerbaïdjanais. Vazirov a demandé la permission de retourner en Azerbaïdjan SSR à Musabeyov, qui a, à son tour, demandé la permission à Kirov Sergey pour le retour de Vazirov. La permission a été accordée à la fin de l’année 1925. Vazirov est retourné à Bakou au printemps 1926.
À son retour, il a enseigné les langues aux universités azerbaïdjanaises et a traduit diverses œuvres d'écrivains russes en azéri. Dans les cercles littéraires, il a écrit plusieurs romans et est devenu connu par son pseudonyme Chamanzaminli. Il a participé à la compilation du premier dictionnaire russe-azéri (1934).

## Les répressions de Staline – 1937
En 1937, l’une des années les plus tristement célèbres des purges de Staline, l’Union des écrivains d’Azerbaïdjan, comme bien d’autres entités soviétiques, a fourni un immense effort pour « purger les rangs ». Vazirov est parmi les vingt écrivains ciblés. Pour se défendre, il revendique d'avoir été l’un des plus courageux écrivains se battant contre l’abus religieux pendant l'ère présoviétique.
À la troisième réunion plénière de l’Union des écrivains d’Azerbaïdjan (mars 1937), le président Seyfulla Shamilov critique une liste d’écrivains azerbaïdjanais incluant Vazirov. Le 9 juin 1937, pas moins de sept articles paraissent dans le journal Adabiyyat, l’accusant d’être un contre-révolutionnaire, d'avoir introduit des idées contre-révolutionnaires dans ses personnages d’antagoniste, particulièrement dans ses romans « Students » et « Maiden Spring ».
Réalisant le danger, Chamanzaminli brûle une grande collection de ses manuscrits. Son adhésion à l’Union des écrivains d’Azerbaïdjan lui est enlevée en 1937, ce qui paralyse ses efforts de trouver un travail dans ce domaine.
Désirant travailler et aider sa femme Bilgeyiz Ajalova et leurs trois enfants Orkhan (1928-2010), Fikrat (1929-2004) et Gulara (probablement né autour de 1932, mort peu de temps après la Deuxième Guerre Mondiale), il écrit une lettre à Mir Jafar Baghirov, le Premier Secrétaire du Parti communiste. Quelques semaines plus tard, réalisant qu'aucune réponse n’arrive, en désespoir de cause, Chamanzaminli écrit à Staline lui-même, fournissant une revue de sa carrière littéraire jusqu'à ce point dans sa vie. Aucune réponse ne venant de Staline, il voyage donc à Achgabat et Moscou dans une tentative désespérée de trouver du travail, sans succès. À son retour une nuit tard à Bakou, il entre dans la clandestinité, et reste caché pendant des mois dans son appartement - tandis que ses voisins le croient toujours à Moscou. Il écrit alors un de ses romans les plus importants, Entre Deux Mondes (désignant l'Iran et la Russie), à publication posthume.
Finalement, il obtient un poste de professeur de langue russe à Urganj (Ouzbékistan) en 1938.

## Sa mort au goulag
Mais les autorités suivent sa trace jusqu’à Urganj, en 1940, l'arrêtent, le reconduisent à Bakou pour un interrogatoire prolongé, qui dure six mois. Chamanzaminli apprend que Bekir Tchoban-zade, un poète tatar de Crimée, l'a impliqué. D’après les photos, on peut voir clairement que Vazirov a été torturé pendant sa période d'interrogation. Aucun membre de sa famille n’est autorisé à le visiter pendant cette période.
Les transcriptions des « interrogations » montrent qu'il n'a jamais reconnu les fausses accusations du gouvernement soviétique, et n'a jamais impliqué ses compagnons azerbaïdjanais dans une tentative de faire réduire sa propre sentence. Sur des charges inventées, Vazirov est condamné à huit ans de travaux forcés dans un des goulags, camps de prisonniers politiques, à Sukhobezvodnaya, près de Nijni Novgorod, en Russie. Il meurt de malnutrition, maladie, et - sans aucun doute – d’un immense chagrin,[réf. nécessaire] trois ans après son arrestation, en janvier 1943.

## Œuvres littéraires
- (de + en + fr + az) Auteur principal d’Ali et Nino (Vienne, E.P. Tal, 1937)[20]
- (az) Roman: Studentlar (“Etudiants”), 1934
- (az) Roman: Between Two Fires (connu comme In Blood pendant les années soviétiques), publié à titre posthume, 1968
- (az) Essais rassemblés: "If We Want our Independence" (Bakou : Ganjlik, 1994)
- (az) Essais rassemblés: "Who are We?" (Bakou : Nurlan, 2004)
- (az) Diaries, Minutes for Myself, Letters, etc.: (Bakou, Nurlan, 2004)
- (az) Satires (Hadaran-Padaran) (Bakou : Nurlan, 2004)
- (az) Histoire folklorique: "Malikmammad" (Bakou, Kaspiy, 1911)

## Sources
- (en) Cet article est partiellement ou en totalité issu de l’article de Wikipédia en anglais intitulé « Yusif Vazir Chamanzaminli » (voir la liste des auteurs).